# Chrysolina diluta
Chrysolina diluta é uma espécie de artrópode pertencente à família Chrysomelidae.